# Eleições legislativas portuguesas de 1979 no distrito de Vila Real
| Eleições legislativas portuguesas de 1979 Distritos: Aveiro \| Beja \| Braga \| Bragança \| Castelo Branco \| Coimbra \| Évora \| Faro \| Guarda \| Leiria \| Lisboa \| Portalegre \| Porto \| Santarém \| Setúbal \| Viana do Castelo \| Vila Real \| Viseu \| Açores \| Madeira \| Estrangeiro |

## Resultados por Concelho
Os resultados nos concelhos do Distrito de Vila Real foram os seguintes:

### Alijó
| Partido                 | Partido                      | Votos  | %               | +/-  |
| ----------------------- | ---------------------------- | ------ | --------------- | ---- |
|                         | Aliança Democrática          | 6 225  | 55,96 / 100,00  | 1,23 |
|                         | Partido Socialista           | 3 189  | 28,67 / 100,00  | 0,68 |
|                         | Aliança Povo Unido           | 543    | 4,88 / 100,00   | 1,99 |
|                         | Partido da Democracia Cristã | 144    | 1,29 / 100,00   | 0,46 |
|                         | União Democrática Popular    | 137    | 1,23 / 100,00   | 0,44 |
|                         | PCTP/MRPP                    | 133    | 1,20 / 100,00   | 0,81 |
|                         | UEDS                         | 116    | 1,04 / 100,00   | Novo |
|                         | Outros                       | 99     | 0,89 / 100,00   |      |
| Votos Inválidos         | Votos Inválidos              | 538    | 4,84 / 100,00   | 0,13 |
| Total                   | Total                        | 11 124 | 100,00 / 100,00 |      |
| Eleitorado/Participação | Eleitorado/Participação      | 12 560 | 88,57 / 100,00  | 4,42 |

### Boticas
| Partido                 | Partido                      | Votos | %               | +/-   |
| ----------------------- | ---------------------------- | ----- | --------------- | ----- |
|                         | Aliança Democrática          | 2 970 | 62,34 / 100,00  | 1,74  |
|                         | Partido Socialista           | 973   | 20,42 / 100,00  | 2,00  |
|                         | Aliança Povo Unido           | 257   | 5,39 / 100,00   | 2,76  |
|                         | PCTP/MRPP                    | 63    | 1,32 / 100,00   | 1,06  |
|                         | UEDS                         | 61    | 1,28 / 100,00   | Novo  |
|                         | Partido da Democracia Cristã | 53    | 1,11 / 100,00   | 0,22  |
|                         | Outros                       | 81    | 1,69 / 100,00   |       |
| Votos Inválidos         | Votos Inválidos              | 306   | 6,42 / 100,00   | 2,91  |
| Total                   | Total                        | 4 764 | 100,00 / 100,00 |       |
| Eleitorado/Participação | Eleitorado/Participação      | 6 091 | 78,21 / 100,00  | 12,45 |

### Chaves
| Partido                 | Partido                      | Votos  | %               | +/-  |
| ----------------------- | ---------------------------- | ------ | --------------- | ---- |
|                         | Aliança Democrática          | 15 980 | 60,74 / 100,00  | 2,38 |
|                         | Partido Socialista           | 5 575  | 21,19 / 100,00  | 2,50 |
|                         | Aliança Povo Unido           | 1 625  | 6,18 / 100,00   | 2,90 |
|                         | Partido da Democracia Cristã | 524    | 1,99 / 100,00   | 1,21 |
|                         | União Democrática Popular    | 434    | 1,65 / 100,00   | 0,70 |
|                         | UEDS                         | 313    | 1,19 / 100,00   | Novo |
|                         | PCTP/MRPP                    | 283    | 1,08 / 100,00   | 0,79 |
|                         | Outros                       | 245    | 0,93 / 100,00   |      |
| Votos Inválidos         | Votos Inválidos              | 1 329  | 5,05 / 100,00   | 4,96 |
| Total                   | Total                        | 26 308 | 100,00 / 100,00 |      |
| Eleitorado/Participação | Eleitorado/Participação      | 31 366 | 83,87 / 100,00  | 8,11 |

### Mesão Frio
| Partido                 | Partido                           | Votos | %               | +/-   |
| ----------------------- | --------------------------------- | ----- | --------------- | ----- |
|                         | Aliança Democrática               | 1 830 | 52,12 / 100,00  | 3,94  |
|                         | Partido Socialista                | 892   | 25,41 / 100,00  | 12,62 |
|                         | Aliança Povo Unido                | 370   | 10,54 / 100,00  | 8,10  |
|                         | União Democrática Popular         | 66    | 1,88 / 100,00   | 1,22  |
|                         | Partido da Democracia Cristã      | 52    | 1,48 / 100,00   | 0,73  |
|                         | PCTP/MRPP                         | 47    | 1,34 / 100,00   | 0,98  |
|                         | UEDS                              | 46    | 1,31 / 100,00   | Novo  |
|                         | Partido Socialista Revolucionário | 37    | 1,05 / 100,00   | 0,12  |
|                         | Outros                            | 10    | 0,28 / 100,00   |       |
| Votos Inválidos         | Votos Inválidos                   | 161   | 4,59 / 100,00   | 1,81  |
| Total                   | Total                             | 3 511 | 100,00 / 100,00 |       |
| Eleitorado/Participação | Eleitorado/Participação           | 4 034 | 87,04 / 100,00  | 4,35  |

### Mondim de Basto
| Partido                 | Partido                           | Votos | %               | +/-  |
| ----------------------- | --------------------------------- | ----- | --------------- | ---- |
|                         | Aliança Democrática               | 2 967 | 61,58 / 100,00  | 8,69 |
|                         | Partido Socialista                | 961   | 19,95 / 100,00  | 1,87 |
|                         | Aliança Povo Unido                | 234   | 4,86 / 100,00   | 3,35 |
|                         | União Democrática Popular         | 131   | 2,72 / 100,00   | 1,33 |
|                         | Partido da Democracia Cristã      | 106   | 2,20 / 100,00   | 0,73 |
|                         | UEDS                              | 71    | 1,47 / 100,00   | Novo |
|                         | PCTP/MRPP                         | 64    | 1,33 / 100,00   | 0,98 |
|                         | Partido Socialista Revolucionário | 61    | 1,27 / 100,00   | 0,15 |
|                         | Outros                            | 18    | 0,37 / 100,00   |      |
| Votos Inválidos         | Votos Inválidos                   | 205   | 4,25 / 100,00   | 1,49 |
| Total                   | Total                             | 4 818 | 100,00 / 100,00 |      |
| Eleitorado/Participação | Eleitorado/Participação           | 5 640 | 85,43 / 100,00  | 8,59 |

### Montalegre
| Partido                 | Partido                      | Votos  | %               | +/-  |
| ----------------------- | ---------------------------- | ------ | --------------- | ---- |
|                         | Aliança Democrática          | 5 667  | 53,81 / 100,00  | 0,11 |
|                         | Partido Socialista           | 2 875  | 27,30 / 100,00  | 2,44 |
|                         | Aliança Povo Unido           | 681    | 6,47 / 100,00   | 2,96 |
|                         | Partido da Democracia Cristã | 171    | 1,62 / 100,00   | 0,67 |
|                         | União Democrática Popular    | 166    | 1,58 / 100,00   | 0,81 |
|                         | PCTP/MRPP                    | 120    | 1,14 / 100,00   | 0,77 |
|                         | UEDS                         | 119    | 1,13 / 100,00   | Novo |
|                         | Outros                       | 125    | 1,18 / 100,00   |      |
| Votos Inválidos         | Votos Inválidos              | 607    | 5,76 / 100,00   | 1,93 |
| Total                   | Total                        | 10 531 | 100,00 / 100,00 |      |
| Eleitorado/Participação | Eleitorado/Participação      | 13 177 | 79,92 / 100,00  | 5,11 |

### Murça
| Partido                 | Partido                      | Votos | %               | +/-  |
| ----------------------- | ---------------------------- | ----- | --------------- | ---- |
|                         | Aliança Democrática          | 3 156 | 65,15 / 100,00  | 2,94 |
|                         | Partido Socialista           | 856   | 17,67 / 100,00  | 0,63 |
|                         | Aliança Povo Unido           | 269   | 5,55 / 100,00   | 3,14 |
|                         | Partido da Democracia Cristã | 119   | 2,46 / 100,00   | 1,46 |
|                         | UEDS                         | 60    | 1,24 / 100,00   | Novo |
|                         | União Democrática Popular    | 53    | 1,09 / 100,00   | 0,73 |
|                         | Outros                       | 99    | 2,05 / 100,00   |      |
| Votos Inválidos         | Votos Inválidos              | 232   | 4,79 / 100,00   | 3,78 |
| Total                   | Total                        | 4 844 | 100,00 / 100,00 |      |
| Eleitorado/Participação | Eleitorado/Participação      | 5 729 | 84,55 / 100,00  | 5,03 |

### Peso da Régua
| Partido                 | Partido                      | Votos  | %               | +/-  |
| ----------------------- | ---------------------------- | ------ | --------------- | ---- |
|                         | Aliança Democrática          | 4 887  | 41,32 / 100,00  | 0,53 |
|                         | Partido Socialista           | 4 700  | 39,74 / 100,00  | 2,40 |
|                         | Aliança Povo Unido           | 1 002  | 8,47 / 100,00   | 4,09 |
|                         | União Democrática Popular    | 204    | 1,72 / 100,00   | 1,08 |
|                         | Partido da Democracia Cristã | 124    | 1,05 / 100,00   | 0,57 |
|                         | PCTP/MRPP                    | 124    | 1,05 / 100,00   | 0,78 |
|                         | Outros                       | 185    | 1,56 / 100,00   |      |
| Votos Inválidos         | Votos Inválidos              | 602    | 5,09 / 100,00   | 3,27 |
| Total                   | Total                        | 11 828 | 100,00 / 100,00 |      |
| Eleitorado/Participação | Eleitorado/Participação      | 14 005 | 84,46 / 100,00  | 6,12 |

### Ribeira de Pena
| Partido                 | Partido                           | Votos | %               | +/-   |
| ----------------------- | --------------------------------- | ----- | --------------- | ----- |
|                         | Aliança Democrática               | 2 805 | 55,24 / 100,00  | 5,68  |
|                         | Partido Socialista                | 1 183 | 23,30 / 100,00  | 2,13  |
|                         | Aliança Povo Unido                | 202   | 3,98 / 100,00   | 2,71  |
|                         | PCTP/MRPP                         | 134   | 2,64 / 100,00   | 2,35  |
|                         | Partido da Democracia Cristã      | 100   | 1,97 / 100,00   | 0,77  |
|                         | Partido Socialista Revolucionário | 96    | 1,89 / 100,00   | 0,47  |
|                         | UEDS                              | 88    | 1,73 / 100,00   | Novo  |
|                         | União Democrática Popular         | 81    | 1,60 / 100,00   | 0,82  |
|                         | Outros                            | 31    | 0,61 / 100,00   |       |
| Votos Inválidos         | Votos Inválidos                   | 358   | 7,05 / 100,00   | 2,78  |
| Total                   | Total                             | 5 078 | 100,00 / 100,00 |       |
| Eleitorado/Participação | Eleitorado/Participação           | 6 096 | 83,30 / 100,00  | 14,70 |

### Sabrosa
| Partido                 | Partido                      | Votos | %               | +/-  |
| ----------------------- | ---------------------------- | ----- | --------------- | ---- |
|                         | Aliança Democrática          | 3 337 | 62,56 / 100,00  | 0,16 |
|                         | Partido Socialista           | 1 121 | 21,02 / 100,00  | 0,59 |
|                         | Aliança Povo Unido           | 271   | 5,08 / 100,00   | 2,74 |
|                         | PCTP/MRPP                    | 88    | 1,65 / 100,00   | 1,39 |
|                         | Partido da Democracia Cristã | 85    | 1,59 / 100,00   | 0,86 |
|                         | UEDS                         | 68    | 1,27 / 100,00   | Novo |
|                         | União Democrática Popular    | 57    | 1,07 / 100,00   | 0,38 |
|                         | Outros                       | 63    | 1,18 / 100,00   |      |
| Votos Inválidos         | Votos Inválidos              | 244   | 4,58 / 100,00   | 3,90 |
| Total                   | Total                        | 5 334 | 100,00 / 100,00 |      |
| Eleitorado/Participação | Eleitorado/Participação      | 6 125 | 87,09 / 100,00  | 3,13 |

### Santa Marta de Penaguião
| Partido                 | Partido                   | Votos | %               | +/-  |
| ----------------------- | ------------------------- | ----- | --------------- | ---- |
|                         | Aliança Democrática       | 2 900 | 46,44 / 100,00  | 1,34 |
|                         | Partido Socialista        | 2 304 | 36,89 / 100,00  | 2,27 |
|                         | Aliança Povo Unido        | 372   | 5,96 / 100,00   | 3,47 |
|                         | União Democrática Popular | 106   | 1,70 / 100,00   | 0,71 |
|                         | Outros                    | 208   | 3,33 / 100,00   |      |
| Votos Inválidos         | Votos Inválidos           | 355   | 5,68 / 100,00   | 3,25 |
| Total                   | Total                     | 6 245 | 100,00 / 100,00 |      |
| Eleitorado/Participação | Eleitorado/Participação   | 7 289 | 85,68 / 100,00  | 7,70 |

### Valpaços
| Partido                 | Partido                      | Votos  | %               | +/-  |
| ----------------------- | ---------------------------- | ------ | --------------- | ---- |
|                         | Aliança Democrática          | 10 446 | 70,99 / 100,00  | 5,53 |
|                         | Partido Socialista           | 2 351  | 15,98 / 100,00  | 0,51 |
|                         | Aliança Povo Unido           | 371    | 2,52 / 100,00   | 1,57 |
|                         | Partido da Democracia Cristã | 237    | 1,61 / 100,00   | 0,99 |
|                         | UEDS                         | 148    | 1,01 / 100,00   | Novo |
|                         | Outros                       | 331    | 2,25 / 100,00   |      |
| Votos Inválidos         | Votos Inválidos              | 830    | 5,64 / 100,00   | 1,95 |
| Total                   | Total                        | 14 714 | 100,00 / 100,00 |      |
| Eleitorado/Participação | Eleitorado/Participação      | 17 707 | 83,10 / 100,00  | 9,01 |

### Vila Pouca de Aguiar
| Partido                 | Partido                      | Votos  | %               | +/-  |
| ----------------------- | ---------------------------- | ------ | --------------- | ---- |
|                         | Aliança Democrática          | 5 681  | 56,04 / 100,00  | 1,75 |
|                         | Partido Socialista           | 2 880  | 28,41 / 100,00  | 2,99 |
|                         | Aliança Povo Unido           | 459    | 4,53 / 100,00   | 1,92 |
|                         | Partido da Democracia Cristã | 169    | 1,67 / 100,00   | 0,52 |
|                         | PCTP/MRPP                    | 149    | 1,47 / 100,00   | 0,34 |
|                         | UEDS                         | 105    | 1,04 / 100,00   | Novo |
|                         | União Democrática Popular    | 102    | 1,01 / 100,00   | 0,23 |
|                         | Outros                       | 131    | 1,30 / 100,00   |      |
| Votos Inválidos         | Votos Inválidos              | 462    | 4,56 / 100,00   | 4,04 |
| Total                   | Total                        | 10 138 | 100,00 / 100,00 |      |
| Eleitorado/Participação | Eleitorado/Participação      | 12 382 | 81,88 / 100,00  | 8,11 |

### Vila Real
| Partido                 | Partido                      | Votos  | %               | +/-  |
| ----------------------- | ---------------------------- | ------ | --------------- | ---- |
|                         | Aliança Democrática          | 15 123 | 57,04 / 100,00  | 1,54 |
|                         | Partido Socialista           | 6 300  | 23,76 / 100,00  | 2,85 |
|                         | Aliança Povo Unido           | 2 251  | 8,49 / 100,00   | 3,41 |
|                         | União Democrática Popular    | 517    | 1,95 / 100,00   | 0,38 |
|                         | Partido da Democracia Cristã | 429    | 1,62 / 100,00   | 0,93 |
|                         | PCTP/MRPP                    | 316    | 1,19 / 100,00   | 0,58 |
|                         | Outros                       | 508    | 1,92 / 100,00   |      |
| Votos Inválidos         | Votos Inválidos              | 1 068  | 4,03 / 100,00   | 2,88 |
| Total                   | Total                        | 26 512 | 100,00 / 100,00 |      |
| Eleitorado/Participação | Eleitorado/Participação      | 30 757 | 86,20 / 100,00  | 1,93 |